# تسهیم‌کننده

یک مولتی‌پلکسر ۴ به ۱ با دو خط انتخاب s0 و s1

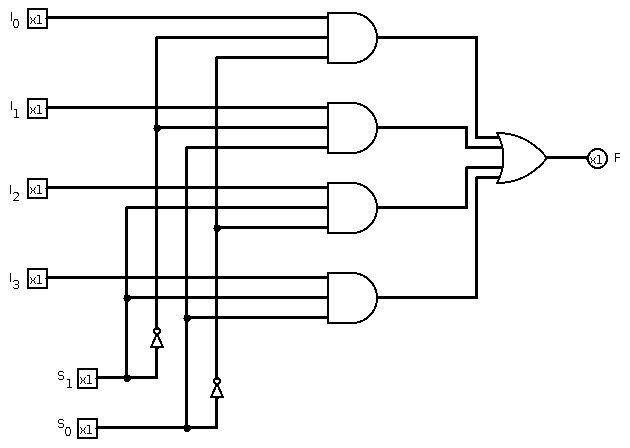
مدار یک تسهیم‌کننده ۴ به یک که با برنامه لوجیسیم رسم شده‌است. s0 و s1 خطوط آدرس هستند.

در الکترونیک، مالتی‌پلکسر، همتافتگر، یا تسهیم‌کننده (به انگلیسی: multiplexer) یا به اختصار MUX دستگاهی است که یکی از چند سیگنال دیجیتال یا آنالوگ ورودی‌هایش را انتخاب کرده و سپس آن ورودی انتخاب شده را به یک خط خروجی هدایت می‌کند. تسهیم‌کننده‌ای با 2^n‎ ورودی، n خط انتخاب دارد که این خطوط انتخاب مشخص می‌کنند که کدام خط ورودی باید به خط خروجی هدایت شود. از تسهیم‌کننده‌ها بیشتر برای افزایش مقدار اطلاعاتی که می‌توان در یک مدت زمان مشخص، با یک پهنای باند مشخص بر روی شبکه ارسال کرد، استفاده می‌شوند. یک تسهیم‌کننده الکترونیکی به چند سیگنال امکان می‌دهد تا از یک دستگاه یا منبع به صورت اشتراکی استفاده کنند. برای مثال می‌توان یک تبدیل‌کننده آنالوگ به دیجیتال یا یک خط ارتباطی را در بین خطوط ورودی به اشتراک گذاشت، به جای اینکه برای هر ورودی یک دستگاه مجزا در نظر گرفته شود.
در مقابل، یک دی‌مالتی‌پلکسر یا DMUX دستگاهی است که یک خط ورودی و چندین خط خروجی دارد که هر بار خط ورودی‌اش را به یکی از چند خط خروجی هدایت می‌کند.
یک مولتی‌پلکسر را می‌توان مانند یک سوئیچ چند ورودی، یک خروجی فرض کرد و یک دی‌مالتی‌پلکسر را به مانند یک سوئیچ یک ورودی، چند خروجی.